# IIHF European Women Champions Cup 2009-2010
L'edizione 2009-2010 della Coppa dei campioni femminile di hockey su ghiaccio ha visto iscritte 20 squadre.
Le squadre provenienti dai quattro campionati più in alto nella classifica mondiale IIHF (Russia, Svizzera, Finlandia e Kazakistan) hanno avuto accesso diretto alla seconda fase. Le altre sedici sono state invece suddivise in quattro gironi, con la vincitrice di ogni girone ad accedere al secondo turno.
Le due squadre meglio classificate in ognuno dei due gironi del secondo turno hanno avuto accesso al girone finale.

## Primo turno

### Girone A
| 30 ottobre 2009 Ore 16:00  | HK Slavia Sofia          | 0:18 (0:4, 0:11, 0:3)              | Herlev Hornets           | Eisarena, Salisburgo Spettatori: |
| 30 ottobre 2009 Ore 20:00  | OSC Berlin               | 3:2 d.r. (0:1, 1:0, 1:1, 0:0, 1:0) | EC The Ravens Salisburgo | Eisarena, Salisburgo Spettatori: |
| 31 ottobre 2009 Ore 16:00  | Herlev Hornets           | 3:6 (2:2, 0:2, 1:2)                | OSC Berlin               | Eisarena, Salisburgo Spettatori: |
| 31 ottobre 2009 Ore 20:00  | EC The Ravens Salisburgo | 25:0 (5:0, 12:0, 8:0)              | HK Slavia Sofia          | Eisarena, Salisburgo Spettatori: |
| 1º novembre 2009 Ore 12:00 | OSC Berlin               | 28:0 (8:0, 9:0, 11:0)              | HK Slavia Sofia          | Eisarena, Salisburgo Spettatori: |
| 1º novembre 2009 Ore 16:00 | EC The Ravens Salisburgo | 7:2 (4:0, 1:1, 2:1)                | Herlev Hornets           | Eisarena, Salisburgo Spettatori: |

| Pos |                          | PG | V | VOT | POT | P | Reti  | Pt. |
| 1.  | OSC Berlin               | 3  | 2 | 1   | 0   | 0 | 37:5  | 8   |
| 2.  | EC The Ravens Salisburgo | 3  | 2 | 0   | 1   | 0 | 34:5  | 7   |
| 3.  | Herlev Hornets           | 3  | 1 | 0   | 0   | 2 | 23:13 | 3   |
| 4.  | HK Slavia Sofia          | 3  | 0 | 0   | 0   | 3 | 0:71  | 0   |

### Girone B
| 30 ottobre 2009 Ore 15:30  | Sheffield Shadows   | 0:3 (0:1, 0:0, 0:2) | Sparta Sarpsborg    | Ledus halle, Ventspils Spettatori: |
| 30 ottobre 2009 19:00 Uhr  | SHK Laima Riga      | 5:0 (2:0, 2:0, 1:0) | Valladolid Panteras | Ledus halle, Ventspils Spettatori: |
| 31 ottobre 2009 Ore 14:30  | Sparta Sarpsborg    | 9:2 (1:0, 3:1, 5:1) | Valladolid Panteras | Ledus halle, Ventspils Spettatori: |
| 31 ottobre 2009 18:00 Uhr  | SHK Laima Riga      | 4:0 (3:0, 0:0, 1:0) | Sheffield Shadows   | Ledus halle, Ventspils Spettatori: |
| 1º novembre 2009 13:00 Uhr | Sparta Sarpsborg    | 2:3 (0:3, 0:0, 2:0) | SHK Laima Riga      | Ledus halle, Ventspils Spettatori: |
| 1º novembre 2009 16:30 Uhr | Valladolid Panteras | 2:7 (0:5, 1:1, 1:1) | Sheffield Shadows   | Ledus halle, Ventspils Spettatori: |

| Pos |                     | PG | V | VOT | POT | P | Reti | Pt. |
| 1.  | SHK Laima Riga      | 3  | 3 | 0   | 0   | 0 | 12:2 | 9   |
| 2.  | Sparta Sarpsborg    | 3  | 2 | 0   | 0   | 1 | 14:5 | 6   |
| 3.  | Sheffield Shadows   | 3  | 1 | 0   | 0   | 2 | 7:9  | 3   |
| 4.  | Valladolid Panteras | 3  | 0 | 0   | 0   | 3 | 4:21 | 0   |

### Girone C
| 30 ottobre 2009 Ore 14:00  | MHC Martin      | 0:3 (0:0, 0:1, 0:2)   | Terme Maribor   | Zimní stad., Kralupy nad Vltavou Spettatori: |
| 30 ottobre 2009 Ore 17:00  | Milenyum Ankara | 0:16 (0:3, 0:3, 0:10) | HC Slavia Praga | Zimní stad., Kralupy nad Vltavou Spettatori: |
| 31 ottobre 2009 Ore 14:00  | Terme Maribor   | 9:2 (3:1, 1:1, 5:0)   | Milenyum Ankara | Zimní stad., Kralupy nad Vltavou Spettatori: |
| 31 ottobre 2009 Ore 17:00  | MHC Martin      | 0:8 (0:1, 0:5, 0:2)   | HC Slavia Praga | Zimní stad., Kralupy nad Vltavou Spettatori: |
| 1º novembre 2009 Ore 14:00 | HC Slavia Praga | 7:1 (2:0, 3:0, 2:1)   | Terme Maribor   | Zimní stad., Kralupy nad Vltavou Spettatori: |
| 1º novembre 2009 Ore 17:00 | Milenyum Ankara | 3:11 (1:3, 2:5, 0:3)  | MHC Martin      | Zimní stad., Kralupy nad Vltavou Spettatori: |

| Pos |                 | PG | V | VOT | POT | P | Reti  | Pt. |
| 1.  | HC Slavia Praga | 3  | 3 | 0   | 0   | 0 | 31:1  | 9   |
| 2.  | Terme Maribor   | 3  | 2 | 0   | 0   | 1 | 13:9  | 6   |
| 3.  | MHC Martin      | 3  | 1 | 0   | 0   | 2 | 11:14 | 3   |
| 4.  | Milenyum Ankara | 3  | 0 | 0   | 0   | 3 | 5:36  | 0   |

### Girone D
| 30 ottobre 2009 Ore 16:00  | HC Cergy-Pontoise    | 10:0 (4:0, 4:0, 2:0)               | SC Miercurea Ciuc    | Stadio Alvise De Toni, Alleghe Spettatori: |
| 30 ottobre 2009 Ore 20:30  | Agordo Hockey        | 9:0 (3:0, 2:0, 4:0)                | UTE Marilyn Budapest | Stadio Alvise De Toni, Alleghe Spettatori: |
| 31 ottobre 2009 Ore 16:00  | UTE Marilyn Budapest | 1:7 (0:4, 1:2, 0:1)                | HC Cergy-Pontoise    | Stadio Alvise De Toni, Alleghe Spettatori: |
| 31 ottobre 2009 Ore 20:30  | SC Miercurea Ciuc    | 1:8 (0:5, 0:2, 1:1)                | Agordo Hockey        | Stadio Alvise De Toni, Alleghe Spettatori: |
| 1º novembre 2009 Ore 14:30 | UTE Marilyn Budapest | 2:1 n.P. (1:0, 0:1, 0:0, 0:0, 1:0) | SC Miercurea Ciuc    | Stadio Alvise De Toni, Alleghe Spettatori: |
| 1º novembre 2009 Ore 17:00 | Agordo Hockey        | 6:1 (1:1, 1:0, 4:0)                | HC Cergy-Pontoise    | Stadio Alvise De Toni, Alleghe Spettatori: |

| Pos |                      | PG | V | VOT | POT | P | Reti | Pt. |
| 1.  | Agordo Hockey        | 3  | 3 | 0   | 0   | 0 | 23:2 | 9   |
| 2.  | HC Cergy-Pontoise    | 3  | 2 | 0   | 0   | 1 | 18:7 | 6   |
| 3.  | UTE Marilyn Budapest | 3  | 0 | 1   | 0   | 2 | 3:17 | 2   |
| 4.  | SC Miercurea Ciuc    | 3  | 0 | 0   | 1   | 2 | 2:20 | 1   |

## Secondo turno

### Girone E
Le gare si sono tenute tra il 4 e il 6 dicembre a Berlino (Germania).
- Espoo Blues  Finlandia
- Aisulu Almaty  Kazakistan
- Agordo Hockey  Italia
- OSC Berlin  Germania

#### Programma
| 4 dicembre 2009 Ore 15:00 | Aisulu Almaty | 7:1 (3:0, 2:1, 2:0)  | HC Agordo     | Berlino Spettatori: |
| 4 dicembre 2009 Ore 18:30 | OSC Berlin    | 3:4 (0:0, 2:3, 1:1)  | Espoo Blues   | Berlino Spettatori: |
| 5 dicembre 2009 Ore 15:00 | HC Agordo     | 2:9 (0:4, 1:4, 1:1)  | OSC Berlino   | Berlino Spettatori: |
| 5 dicembre 2009 Ore 18:30 | Aisulu Almaty | 3:4 (1:2, 2:1, 0:1)  | Espoo Blues   | Berlino Spettatori: |
| 6 dicembre 2009 Ore 12:00 | Espoo Blues   | 10:3 (2:1, 2:1, 6:1) | HC Agordo     | Berlino Spettatori: |
| 6 dicembre 2009 Ore 15:30 | OSC Berlin    | 2:0 (1:0, 1:0, 0:0)  | Aisulu Almaty | Berlino Spettatori: |

#### Classifica
| Pos |               | PG | V | VOT | POT | P | Reti | Pt. |
| 1.  | Espoo Blues   | 3  | 3 | 0   | 0   | 0 | 18:9 | 9   |
| 2.  | OSC Berlin    | 3  | 2 | 0   | 0   | 1 | 14:5 | 6   |
| 3.  | Aisulu Almaty | 3  | 1 | 0   | 0   | 2 | 10:7 | 3   |
| 4.  | Agordo Hockey | 3  | 0 | 0   | 0   | 3 | 6:26 | 0   |

### Girone F
Le gare si sono tenute tra il 4 e il 6 dicembre a Slaný (Repubblica Ceca).
- HC Lugano  Svizzera
- Tornado Mosca Region  Russia
- SHK Laima Riga  Lettonia
- HK Slavia Praga  Rep. Ceca

#### Programma
| 4 dicembre 2009 Ore 14:00 | HC Lugano       | 9:0 (7:0, 1:0, 1:0)             | SHK Laima Riga  | Slaný Spettatori: |
| 4 dicembre 2009 Ore 17:30 | Tornado Mosca   | 6:3 (2:0, 1:1, 3:2)             | HK Slavia Praga | Slaný Spettatori: |
| 5 dicembre 2009 Ore 14:00 | HK Slavia Praga | 7:1 (1:0, 3:1, 3:0)             | SHK Laima Riga  | Slaný Spettatori: |
| 5 dicembre 2009 Ore 17:30 | Tornado Mosca   | 4:3 d.t.s. (0:0, 1:2, 2:1, 1:0) | HC Lugano       | Slaný Spettatori: |
| 6 dicembre 2009 Ore 14:00 | HC Lugano       | 4:7 (1:3, 1:3, 2:1)             | HK Slavia Praga | Slaný Spettatori: |
| 6 dicembre 2009 Ore 17:30 | SHK Laima Riga  | 0:6 (0:1, 0:1, 0:4)             | Tornado Mosca   | Slaný Spettatori: |

#### Classifica
| Pos |                 | PG | V | VOT | POT | P | Reti  | Pt. |
| 1.  | Tornado Mosca   | 3  | 2 | 1   | 0   | 0 | 16:6  | 8   |
| 2.  | HK Slavia Praga | 3  | 2 | 0   | 0   | 1 | 17:11 | 6   |
| 3.  | HC Lugano       | 3  | 1 | 0   | 1   | 1 | 16:11 | 4   |
| 4.  | SHK Laima Riga  | 3  | 0 | 0   | 0   | 3 | 1:22  | 0   |

## Girone finale
Il girone di finale è tenuto tra il 12 e il 14 marzo 2010 a Berlino.
| 12 marzo 2010 Ore 16:00 | Tornado Mosca   | 4:4 (0:0, 3:1, 1:2) | Espoo Blues     | Berlino Spettatori: 200 |
| 12 marzo 2010 Ore 19:30 | OSC Berlin      | 2:3 (1:2, 0:1, 1:0) | HK Slavia Praga | Berlino Spettatori: 280 |
| 13 marzo 2010 Ore 15:00 | Espoo Blues     | 1:3 (0:0, 1:1, 0:2) | OSC Berlin      | Berlino Spettatori: 400 |
| 13 marzo 2010 Ore 18:30 | HK Slavia Praga | 4:7 (1:2, 0:6, 1:2) | Tornado Mosca   | Berlino Spettatori: 350 |
| 14 marzo 2010 Ore 12:00 | Espoo Blues     | 0:6 (1:0, 2:2, 3:1) | HK Slavia Praga | Berlino Spettatori: 160 |
| 14 marzo 2010 Ore 15:30 | OSC Berlin      | 0:6 (0:3, 0:3, 0:2) | Tornado Mosca   | Berlino Spettatori: 470 |

| Pos |                 | PG | V | VOT | POT | P | Reti  | Pt. |
| 1.  | Tornado Mosca   | 3  | 3 | 0   | 0   | 0 | 22:5  | 9   |
| 2.  | Espoo Blues     | 3  | 1 | 0   | 0   | 2 | 10:10 | 3   |
| 3.  | OSC Berlin      | 3  | 1 | 0   | 0   | 2 | 5:12  | 3   |
| 4.  | HK Slavia Praga | 3  | 1 | 0   | 0   | 2 | 8:18  | 3   |